# Drogheda United Football Club 2002-2003
Questa voce raccoglie le informazioni riguardanti il Drogheda United Football Club nelle competizioni ufficiali della stagione 2002-2003.

## Stagione
Dopo un avvio di buon livello, il Drogheda United (che all'inizio della stagione aveva guadagnato lo status di squadra professionistica) sprofondò presto nelle posizioni più basse della League of Ireland finendo per farsi rimontare nel finale dall'UCD penultimo: nei successivi playoff i Drogs rimontarono lo 0-2 subito a Galway nella gara di andata, guadagnandosi la salvezza.

## Rosa
| N. |                          | Ruolo | Calciatore        |
| -- | ------------------------ | ----- | ----------------- |
| -  | Irlanda (bandiera)       | P     | Gary Rogers       |
| -  | Irlanda (bandiera)       | D     | Pádraig Gollogley |
| -  | Irlanda (bandiera)       | D     | Brian Kelly       |
| -  | Irlanda (bandiera)       | D     | Aidan Lynch       |
| -  | Nuova Zelanda (bandiera) | D     | Che Bunce         |
| -  | Irlanda (bandiera)       | D     | Danny O'Connor    |
| -  | Galles (bandiera)        | D     | Chris Todd        |
| -  | Irlanda (bandiera)       | D     | Pat Scully        |
| -  | Irlanda (bandiera)       | C     | Gary Cronin       |
| -  | Irlanda (bandiera)       | C     | Mark Dempsey      |
| -  | Irlanda (bandiera)       | C     | John Flanagan     |

| N. |                        | Ruolo | Calciatore      |
| -- | ---------------------- | ----- | --------------- |
| -  | Irlanda (bandiera)     | C     | Robert Dunne    |
| -  | Irlanda (bandiera)     | C     | Shaun Gallagher |
| -  | Scozia (bandiera)      | C     | Kevin McDonald  |
| -  | Irlanda (bandiera)     | C     | Mark Quinnless  |
| -  | Inghilterra (bandiera) | C     | David Smith     |
| -  | Scozia (bandiera)      | C     | Stuart Taylor   |
| -  | Irlanda (bandiera)     | C     | Don Tierney     |
| -  | Irlanda (bandiera)     | A     | Derek Delaney   |
| -  | Irlanda (bandiera)     | A     | Andy Myler      |
| -  | Irlanda (bandiera)     | A     | Declan O'Brien  |

## Statistiche

### Statistiche di squadra
| Competizione      | Punti | Totale | Totale | Totale | Totale | Totale | Totale | D.R. |
| Competizione      | Punti | G      | V      | N      | P      | Gf     | Gs     | D.R. |
| ----------------- | ----- | ------ | ------ | ------ | ------ | ------ | ------ | ---- |
| League of Ireland | 21    | 27     | 8      | 6      | 13     | 26     | 40     | -14  |
| Totale            | -     | -      | -      | -      | -      | -      | -      | -    |